# Freibeuter der Meere
Freibeuter der Meere (Originaltitel: Il corsaro nero) ist ein italienisch-spanischer Piratenfilm von Vincenzo Gicca Palli aus dem Jahr 1971. Die Hauptrolle übernahm Terence Hill. In einer Nebenrolle ist Bud Spencer zu sehen.

## Handlung
Kapitän Blackie ist ein berüchtigter Pirat, der sich eine Schiffsladung spanischen Goldes aneignen will. Als er Don Pedro begegnet, entwirft er einen Plan, um dieses Schiff mit seinem Goldschatz zu finden. Sein Rivale ist der Vizekönig der spanischen Kolonien.
Er reist nach Tortuga, einer Piratenhochburg, wo sich drei andere Piratenkapitäne – Montbarque, DeLussac und Skull – befinden. Diese Drei haben jeweils andere Pläne, was sie mit dem Gold machen wollen. Montbarque verkauft zwei gefangene Frauen aus seiner Geiselnahme auf einer spanischen Fregatte. Don Pedro erkennt in einer der Gefangenen die Frau des Vizekönigs, und Blackie kauft sie. Dies weiß allerdings auch Skull. Er versucht ebenfalls, das Geschäft zu machen. Als sich Blackie weigert, mit Skull das Geschäft zu machen, bringt er die beiden anderen Piratenkapitäne gegen Blackie auf. Diese stellen ihm eine Falle. Blackie gelingt es, zu entkommen und mit den anderen drei Piraten aus seiner Mannschaft nach San Luis zu fliehen. Dort entdeckt er ein Geheimnis über das Gold. Als Blackie zu seinem Schiff zurückkommt, haben die drei anderen Piratenkapitäne das Schiff gekapert und die restliche Besatzung festgesetzt. Sie haben alle Vorkehrungen getroffen, um ihren Plan umzusetzen. Skull stellt die Gefangenen vor die Wahl. Entweder sie machen mit ihm den Deal oder sie werden gefoltert.
Blackie schafft es, seine Mannschaft zu befreien. Dabei verliert er aber die „Fury“, sein Schiff. Nun ist Skull sein Gefangener und er nutzt Skulls Schiff, die „Erebus“, um an das Gold zu gelangen. Bei diesem Manöver wird die Erebus schwer beschädigt, und Skull, der darauf besteht, sein Schiff auf seiner letzten Fahrt zu steuern, findet den Tod.
Dazu wird eine spanische Fregatte geentert. Die Piraten gewinnen die Schlacht. Im Finale stirbt der Vizekönig im Kampf mit Blackie. Um das Gold doch noch für die spanische Krone zu retten, versucht die Frau des Vizekönigs, Blackie durch verlockende Angebote und Titel zu werben. Blackie eröffnet ihr schließlich, dass er das Gold für die englische Krone beschafft hat.

## Hintergrund
Die Drehorte waren unter anderem die Incir De Paolis Studios in Rom und in der Region Latium in Italien.

## Synchronisation
Deutsche Synchronsprecher im Überblick (Auswahl):
| Darsteller      | Rolle                      | Synchronsprecher |
| --------------- | -------------------------- | ---------------- |
| Terence Hill    | Blackie                    | Manfred Schott   |
| Bud Spencer     | Skull                      | Wolfgang Hess    |
| Silvia Monti    | Isabel de Mendoza y Laguna | Rosemarie Fendel |
| George Martin   | Don Pedro                  | Hannes Gromball  |
| Edmund Purdom   | Der Vizekönig              | Michael Cramer   |
| Diana Lorys     | Manuela                    | Maddalena Kerrh  |
| Luciano Pigozzi | Captain Montbarque         | Günther Sauer    |

## Kritik
Der Filmdienst meinte, der „brüchige Handlungsfaden“ habe „keine andere Funktion, als die Keilereien auf ebener Erde und die Degenduelle auf höherer Ebene notdürftig zusammenzuhängen“. Zwar habe man versucht, „hin und wieder […] eine parodistische Wirkung“ zu erzielen, jedoch stelle sich Erheiterung „eher dort ein, wo es nicht beabsichtigt war“. Im Fazit heißt es, der Film sei ein „[s]chablonenhaftes Piratenspektakel ohne Niveau, dafür aber mit zahlreichen Prügeleien“.

## Veröffentlichung
Die Uraufführung von Freibeuter der Meere fand am 12. März 1971 in Italien statt. Anschließend lief er in Westdeutschland erstmals ab dem 28. Januar 1972 in den Kinos und in der DDR ab dem 16. Juni 1978. Seine deutsche TV-Erstausstrahlung war am 10. März 1979 auf dem ostdeutschen Fernsehsender DDR1. Seit dem 16. August 2004 ist der Film in Deutschland auf DVD erhältlich.